# Синекрылая листовка
Синекрылая листовка (лат. Chloropsis cochinchinensis) — вид певчих птиц семейства листовковых. Подвидов не выделяют.

## Описание
Синекрылая листовка достигает длины до 18 см. Окраска оперения жёлто-зелёная. Кроющие перья крыльев сине-зелёного цвета. Самки окрашены несколько более слабо, чем самцы и не имеют чёрной маски лица. Клюв острый и чёрный. Песню исполняют и самец и самка, напев флейтовый.

## Распространение
Синекрылая листовка является эндемиком острова Ява (Индонезия).

## Размножение
Синекрылая листовка строит гнездо в густом кустарнике, выстилая его дно мягкой травой и тонкими корнями. Самка откладывает от двух до трёх яиц, высиживает которые в течение 13—14 дней. 